# Eufrozyna (Rozowa)
Eufrozyna, nazwisko świeckie Rozowa (ur. 1830, zm. 14 kwietnia 1904 w Szamordinie) – rosyjska mniszka prawosławna, druga przełożona wspólnoty monastycznej w Szamordinie. W okresie kierowania przez nią wspólnotą uzyskała ona status monasteru i wezwanie Kazańskiej Ikony Matki Bożej i św. Ambrożego z Optiny.

## Życiorys
Pochodziła z niezamożnej rodziny z guberni kałuskiej. Życzenie wstąpienia do monasteru wyraziła pierwszy raz, mając siedemnaście lat, jednak dopiero sześć lat później jej matka zgodziła się na taki krok, mając przy tym nadzieję, że trudności życia klasztornego zniechęcą dziewczynę. Przyszła ihumenia wstąpiła jako posłusznica do monasteru Podwyższenia Krzyża Pańskiego w Bielowie, gdzie jej formacją duchową pokierowała przełożona, ihumenia Paulina. Utrzymywała również kontakty ze starcem Ambrożym z Pustelni Optyńskiej. Nie jest znana data złożenia przez Eufrozynę (Rozową) wieczystych ślubów mniszych. W klasztorze w Bielowie przebywała do 1888. W wymienionym roku, po śmierci schimniszki Zofii (Bołotowej), powierzono jej kierowanie wspólnotą monastyczną (nieposiadającą jeszcze statusu klasztoru) w Szamordinie, złożoną z ponad 250 kobiet. Mniszka Eufrozyna kontynuowała rozpoczęte przez poprzedniczkę prace nad budową murowanego monasterskiego soboru Kazańskiej Ikony Matki Bożej. W 1890 straciła wzrok i poprosiła Ambrożego z Optiny, jako kierownika duchowego, o wyrażenie zgody na odejście w stan spoczynku. Nie otrzymawszy jednak przychylnej odpowiedzi, kontynuowała kierowanie wspólnotą, która nadal się powiększała i liczyła już wówczas około trzystu kobiet. Jako nowych opiekunów duchowych przyjęła mnicha Anatola oraz mnicha Józefa z Pustelni Optyńskiej.
W 1901 kierowana przez nią wspólnota uzyskała status monasteru, a mniszka Eufrozyna została ihumenią. W 1902 ukończyła została budowa klasztornego soboru, zaś w roku następnym z okazji pięćdziesięciu lat życia w monasterze, otrzymała na wniosek biskupa kałuskiego Beniamina złoty krzyż napierśny.
Przed śmiercią złożyła śluby wielkiej schimy i wyznaczyła na swoją następczynię mniszkę Katarzynę (Sambikinę). Zmarła w 1904 i została pochowana za soborem Kazańskiej Ikony Matki Bożej, obok schimniszki Zofii (Bołotowej).